# Гнилецька сільська рада
Гнилецька сільська рада — колишня адміністративно-територіальна одиниця та орган місцевого самоврядування у Корнинському, Попільнянському і Брусилівському районах Білоцерківської округи, Київської та Житомирської областей УРСР з адміністративним центром у селі Гнилець.

## Населені пункти
Сільській раді на момент ліквідації були підпорядковані населені пункти:
- с. Гнилець

## Історія та адміністративний устрій
Створена 1923 року в с. Гнилець Корнинської волості Сквирського повіту Київської губернії. 7 березня 1923 року увійшла до складу новоствореного Корнинського району Білоцерківської округи.
5 лютого 1931 року, внаслідок ліквідації Корнинського району, сільрада відійшла до складу Попільнянського району. 17 лютого 1935 року, відповідно до постанови президії ВУЦВК «Про склад нових адміністративних районів Київської області», сільська рада увійшла до складу відновленого Корнинського району Київської області.
Станом на 1 вересня 1946 року сільська рада входила до складу Корнинського району Житомирської області, на обліку в раді перебувало с. Гнилець.
27 листопада 1957 року, внаслідок ліквідації Корнинського району, сільську раду передано до складу Попільнянського району Житомирської області. 20 березня 1959 року, відповідно до рішення Житомирського облвиконкому № 176 «Про зміну адміністративно-територіального поділу окремих районів області», сільську раду передано до складу Брусилівського району Житомирської області.
Ліквідована 11 січня 1960 року, відповідно до рішення Житомирського ОВК № 2 «Про зміни в адміністративно-територіальному поділі сільських рад в районах області»; територію на населені пункти приєднано до складу Соболівської сільської ради Брусилівського району Житомирської області.